# Rosenpuderskivling
Rosenpuderskivling (Cystolepiota moelleri) är en svampart som beskrevs av Knudsen 1978. Rosenpuderskivling ingår i släktet Cystolepiota och familjen Agaricaceae.  Arten är reproducerande i Sverige. Inga underarter finns listade i Catalogue of Life.